# Odynerus rufobimaculatus
Odynerus rufobimaculatus är en stekelart som beskrevs av Cameron 1909. Odynerus rufobimaculatus ingår i släktet lergetingar, och familjen Eumenidae. Inga underarter finns listade i Catalogue of Life.